# دافنه اسخیپرس
دافنه اِسخیپِرس (به هلندی: Dafne Schippers)‏ (تلفظ هلندی: [dɑfnə ˈsxɪpərsˈ]) (زادهٔ ۱۵ ژوئن ۱۹۹۲ در اوترخت) یک قهرمان دو و میدانی اهل هلند است. اسخیپرس در رشتهٔ هفت‌گانه و ماده‌های دو ۱۰۰ متر، دو ۲۰۰ متر و دو ۴ در ۱۰۰ متر امدادی فعالیت می‌کند. او در دو ۲۰۰ متر رکورددار زنان اروپاست، و رکورد زنان هلند در ماده‌های ۱۰۰ متر، ۲۰۰ متر و پرش طول را در اختیار دارد. اسخیپرس از ۹سالگی رشتهٔ دو و میدانی را برگزیده است.
غالباً نام دافنه اسخیپرس را، تحت تأثیر زبان آلمانی، «دافنه شیپرس» تلفظ می‌کنند و می‌نویسند.